# Arthur Hill (7e marquis de Downshire)
Arthur Wills Percy Wellington Blundell Trumbull Hill, 7e marquis de Downshire (7 avril 1894 - 28 mars 1989), est un pair irlandais. Il vit principalement au siège de la famille, Easthampstead Park (en), sur 5 000 acres dans le Berkshire, jusqu'à ce que le domaine soit vendu au conseil du comté de Berkshire après la Seconde Guerre mondiale. Jusqu'aux années 1920, il est le dernier marquis à avoir un lien avec le manoir familial avec ses 115 000 acres de domaine à Hillsborough, dans le comté de Down.

## Biographie

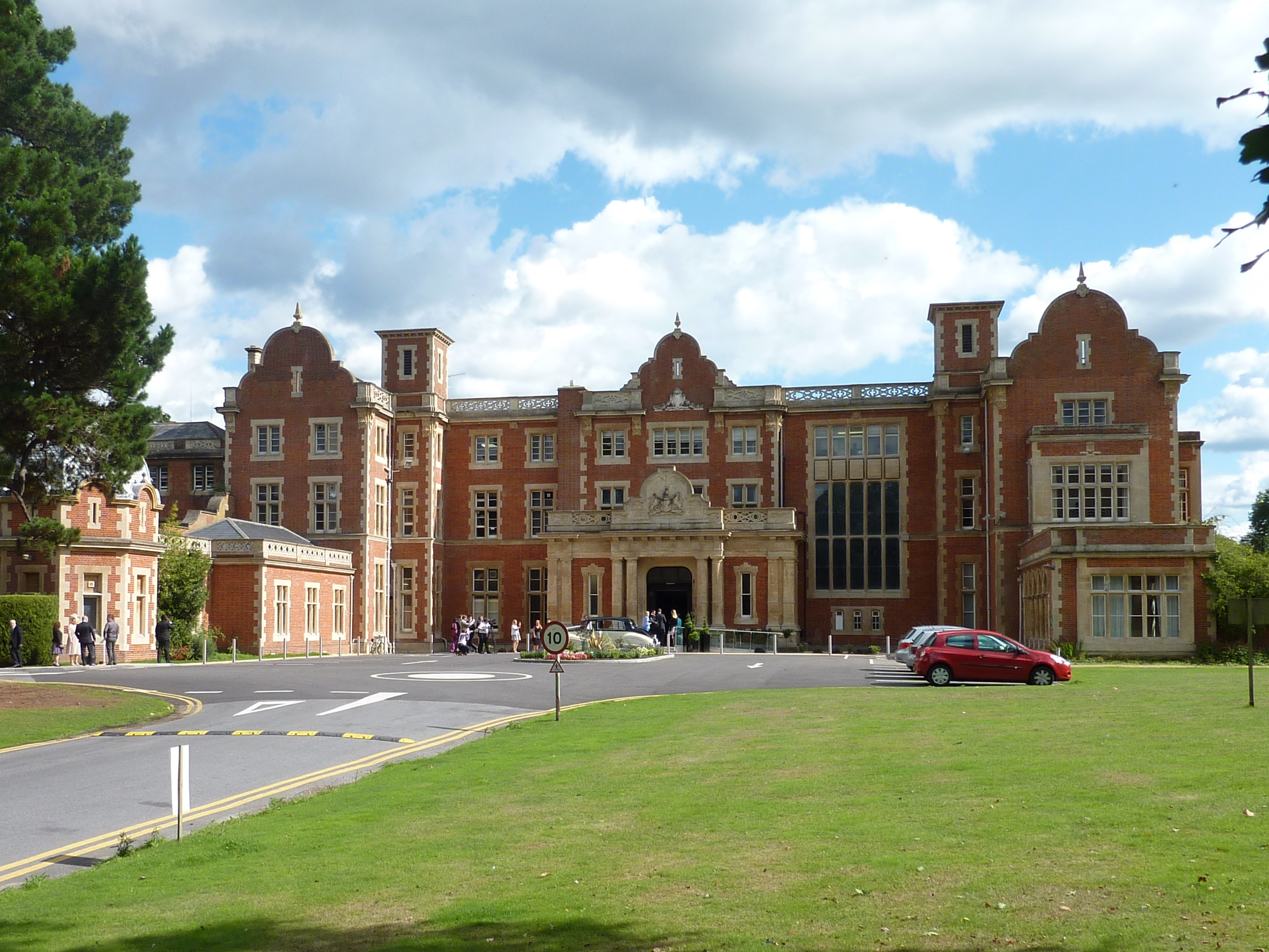
Easthampstead Park

Arthur Hill est le fils d'Arthur Hill (6e marquis de Downshire) (1871 - 1918) et de Katherine Mary ("Kitty") Hare (1872-1959), une petite-fille de William Hare (2e comte de Listowel).
Il est le frère d'Arthur Francis Henry Hill (28 août 1895 – 25 décembre 1953) et Kathleen Nina Hill (15 septembre 1898 – 30 novembre 1960). Il est également le demi-frère de Robert Laycock (18 avril 1907 - 10 mars 1968), le fils de Joseph (Joe) Lacock et de la mère de Hill, Kitty, qui a épousé Laycock en 1902 après avoir divorcé du 6e marquis pour adultère avec Joe Laycock.
Arthur Hill fait ses études au Collège d'Eton. Pendant la Première Guerre mondiale, il sert dans la Croix-Rouge britannique et devient lieutenant dans le Berkshire Yeomanry (en). Il accède au marquisat en 1918 à la mort de son père, devenant également le 8e baron Hill de Kilwarlin, le 8e vicomte Hillsborough, le 7e comte de Hillsborough, le 7e vicomte Fairford, le 7e vicomte Kilwarlin et le 7e Lord Harwich, baron de Harwich. Il épouse Noreen Barraclough, la fille de William Barraclough le 23 juillet 1953, son quatrième mariage.
Arthur Hill, 7e marquis, est décédé le 28 mars 1989 à l'âge de 94 ans, et son neveu Robin Hill lui succède en tant que 8e marquis.